# Chilia-arm

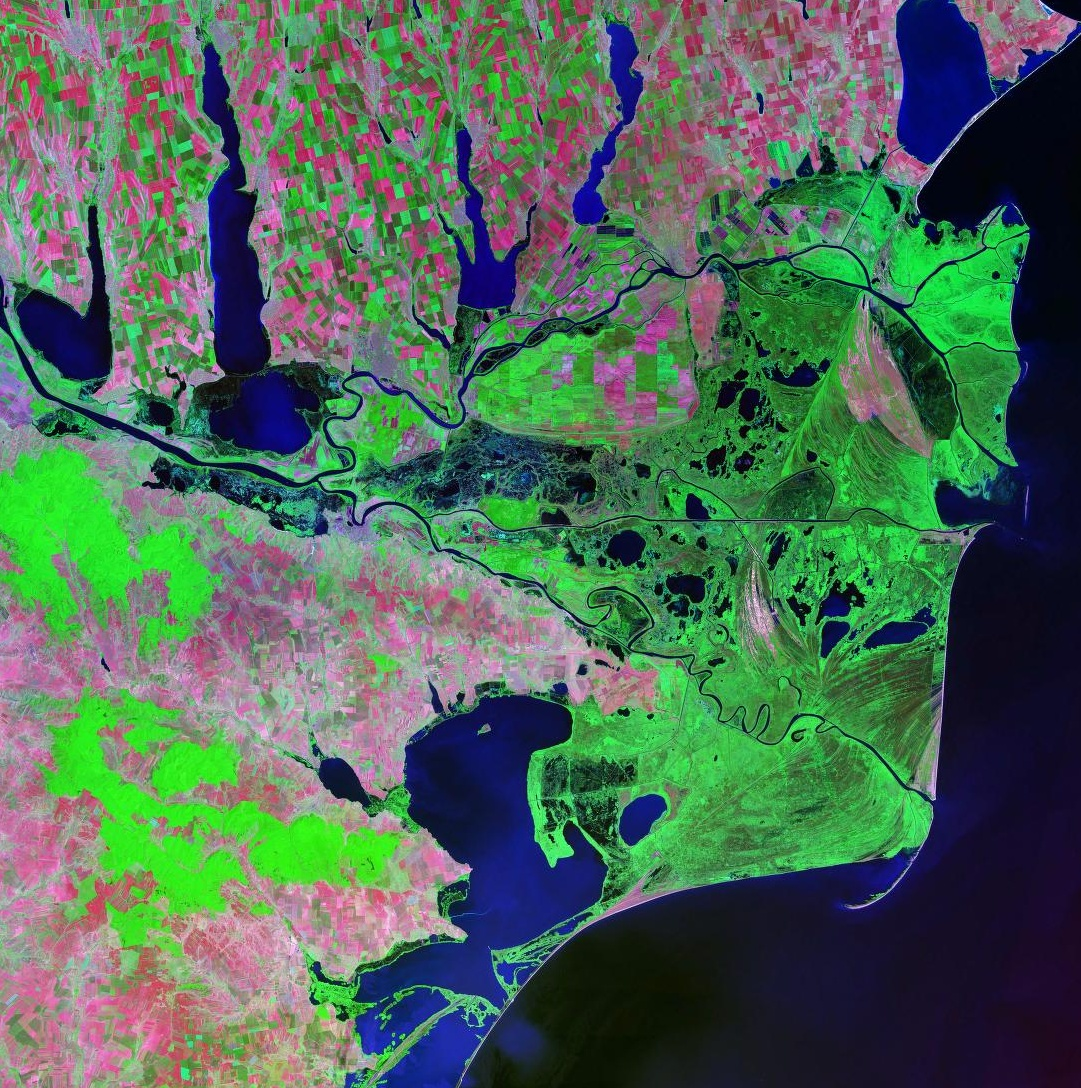
De drie armen van de Donau. De bovenste is de Chilia-arm.

De Chilia-arm (Roemeens: Braţul Chilia, Oekraïens: Кілійське гирло; Kiliske hyrlo) is de noordelijkste van de drie grote aftakkingen van de Donau in de Donaudelta. De Chilia-arm is 104 km lang en is kort voor Tulcea, de eerste Donau-aftakking: de Chilia-arm vormt hier de linkerarm en de Tulcea-arm de rechter. Hij voert circa 60% van het Donauwater af naar de Zwarte Zee. De andere twee grote rivierarmen in de Donaudelta zijn de Sulina-arm en de Sfântu Gheorghe-arm, beide voortzettingen van de Tulcea-arm.
De Chilia-arm vormt de grens tussen Oekraïne en Roemenië en tussen de historische landstreken Bessarabië resp. de Boedzjak in het noorden en de Dobroedzja in het zuiden.
De tak is genoemd naar de stad Kilia (Chilia), die aan weerszijden van de rivierarm ligt: Kilia op linkeroever in Oekraïne en Chilia Veche op de rechter in Roemenië. De grootste stad aan de Chilia-arm is Izmajil, ook in Oekraïne.
Hoewel de Chilia-arm de diepste is van de drie Donau-armen, is de arm als scheepvaartroute van oudsher niet van belang. Het meeste scheepvaartverkeer dat via de delta gaat, gebruikt de gekanaliseerde Sulina-arm, hoewel de voornaamste verbinding tussen de Donau en de zee het Donau-Zwarte Zeekanaal is, dat de delta geheel omzeilt.
Zelf vertakt de Chilia-arm zich voorbij Vylkove in twee armen: de noordelijke Otsjakiv-arm, die op Oekraïens grondgebied ligt, en de zuidelijke Stambulul Vechi-arm (Oekr.: Starostamboelske hyrlo), die de grens vormt. Van deze Stambulul Vechi-arm takt vervolgens de Novostamboel-arm of Bystroje-arm af, die weer tot Oekraïne behoort. Deze arm zou volgens Oekraïense plannen moeten worden uitgediept tot een volwaardige scheepvaartroute, waarmee de Roemeense Sulina-arm zou kunnen worden omzeild en die de Oekraïense havens aan de Chilia-arm een nieuwe impuls zou moeten geven. Dit Bystrojekanaal is vanwege de te verwachten milieuschade van vele kanten bekritiseerd, onder meer door de Europese Unie en het Wereldnatuurfonds.